# Saikaidō
Saikaidō (西海道) foi uma antiga região do Japão, um circuito do sistema Gokishichidō, estabelecido originalmente durante o Período Asuka. Significa literalmente 'Caminho do Mar Ocidental', equivalendo à região de Kyūshū e às ilhas de Tsushima e Iki. Consistia em nove antigas províncias em Kyūshū: Chikuzen, Chikugo, Buzen, Bungo, Hizen, Higo, Hyūga, Satsuma e Ōsumi, mais as províncias de Iki e Tsushima.

Saikaidō

Similarmente, Nankaidō, que incluía toda a ilha de Shikoku, é o "Caminho do Mar do Sul" e Tōkaidō é o "Caminho do Mar Oriental", região famosa pelas pinturas de Hokusai e Hiroshige.